# Portugal en los Juegos Olímpicos de Londres 1948
Portugal estuvo representado en los Juegos Olímpicos de Londres 1948 por un total de 48 deportistas que compitieron en 8 deportes. 

## Medallistas
El equipo olímpico portugués obtuvo las siguientes medallas:
| Nombre                                                                             | Deporte | Competición   |
| ---------------------------------------------------------------------------------- | ------- | ------------- |
| Oro                                                                                |         |               |
| —                                                                                  |         |               |
| Plata                                                                              |         |               |
| Duarte Bello Fernando Bello                                                        | Vela    | Swallow M     |
| Bronce                                                                             |         |               |
| Fernando Paes (Matamas) Francisco Valadas (Feitiço) Luís Mena e Silva (Fascinante) | Hípica  | Doma por eqs. |